# Andreas Hougaard Boesen
 (août 2017).
Si vous disposez d'ouvrages ou d'articles de référence ou si vous connaissez des sites web de qualité traitant du thème abordé ici, merci de compléter l'article en donnant les références utiles à sa vérifiabilité et en les liant à la section « Notes et références ».
Andreas Boesen, né le 4 mars 1991, est un orienteur danois.

## Palmarès

### Championnats du monde
- médaille d'argent en 2017,  en catégorie Relais mixte

### Jeux mondiaux
- Médaille d'or en 2017 à Wrocław (Pologne) en catégorie Relais mixte